# Martina Sáblíková
Martina Sáblíková (uitspraakⓘ; IPA: [ˈmarcɪna ˈsaːbliːkovaː]) (Nové Město na Moravě, 27 mei 1987) is een Tsjechisch langebaanschaatsster en wielrenster. Ze is drievoudig olympisch kampioene langebaanschaatsen.
Haar trainer, bij de club KRS Svratka, is Petr Novák. Opvallend zijn haar tengere postuur en haar extra schaatspassen bij het uitkomen van de bocht. Ze heeft een jongere broer, Milan Sáblík, die ook schaatste.

## Sportieve carrière

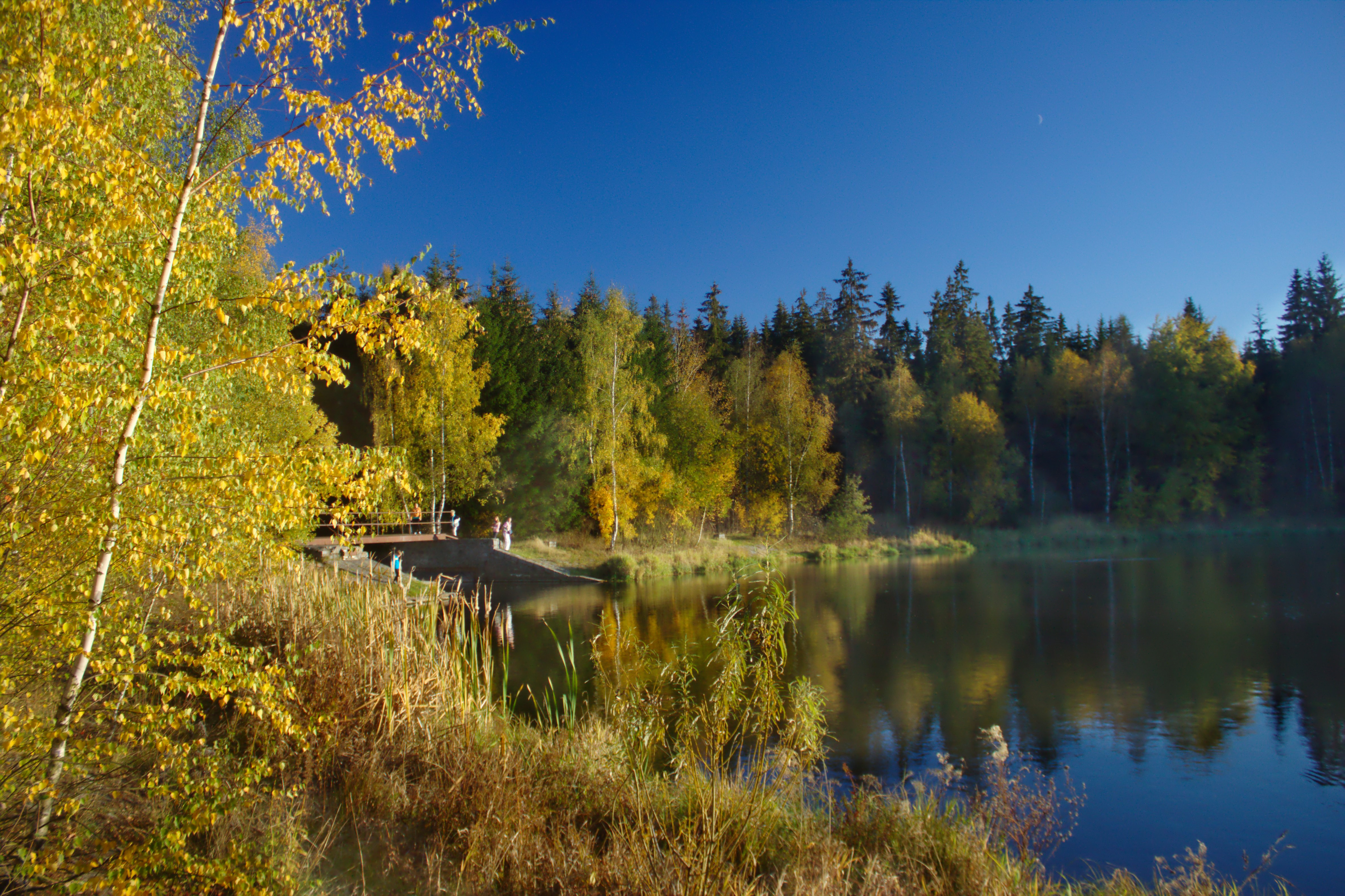
Het meer van Svratka

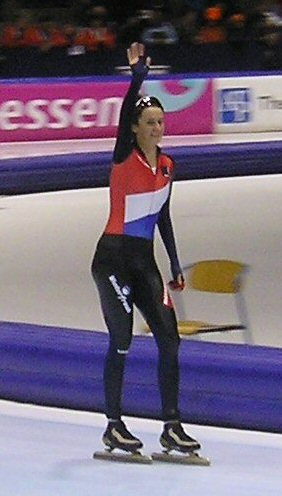
Martina Sáblíková tijdens WB-wedstrijd in Thialf, 11 november 2006

Sáblíková begon op haar achtste met basketbal. Via haar moeder, Eva Sáblíková, die bevriend was met de vrouw van Novák, kwam ze op haar twaalfde in contact met Novák en op haar veertiende koos ze voor het langebaanschaatsen. Net als langebaanschaatsster Drahuna Vokurková in de jaren 1940 trainde ook Sáblíková voor het eerst op het ijs op een zelf geveegd, sneeuwvrij baantje op de visvijver Pilák, het natuurijs van Svratka waar ze op 3 januari 1999 op 11-jarige leeftijd bij de D-junioren haar eerste nationale titel behaalde. Vanwege het ontbreken van een sport- en fitnessruimte in Žďár trainde Sáblíková aanvankelijk thuis, op haar kamer waar ze op een plank de schaatsbewegingen nabootste.
Sáblíková imponeerde als juniore al op de lange afstanden tijdens internationale worldcuptoernooien. Ze maakte haar wereldbekerdebuut op 16 november 2002 in Erfurt, waarbij ze een persoonlijk record van 4.29,61 reed op de 3000 meter. Dat weekend mocht ze ook de 1500 meter rijden. Het weekend daarop verbeterde ze in Hamar haar pr van 2.09,64 naar 2.06,50. Op 3 januari 2003 maakte ze op 15-jarige leeftijd haar allrounddebuut in Thialf. Na de 500 meter besloot ze echter niet meer te starten op de volgende afstanden. In maart 2005 werd ze zevende op de 5000 meter tijdens de WK Afstanden. TVM-trainer Geert Kuiper nam in de zomer van 2005 een maand lang Sáblíková op de atletiekbaan in Apeldoorn onder zijn hoede toen voor seizoen 2005-2006 zijn contract niet werd verlengd. Novák zocht bevestigingen zoals de overstap van Viking naar Maple Skate en haar heupdraai in de bochten.
Sáblíková werd Tsjechisch jeugdkampioen in 1999, 2001 en 2004. Haar eerste allroundtitel bij de senioren behaalde ze op het EK van 2007. Dat was ook de eerste Tsjechische titel in het langebaanschaatsen. Op het WK van 2009 volgde haar tweede allroundtitel; ze werd de 35e vrouw die wereldkampioene werd. Op 14 februari 2010 won ze in een nieuw baanrecord in Vancouver haar eerste olympisch goud op de 3000 meter in 4.02,53.

### 2005/2006

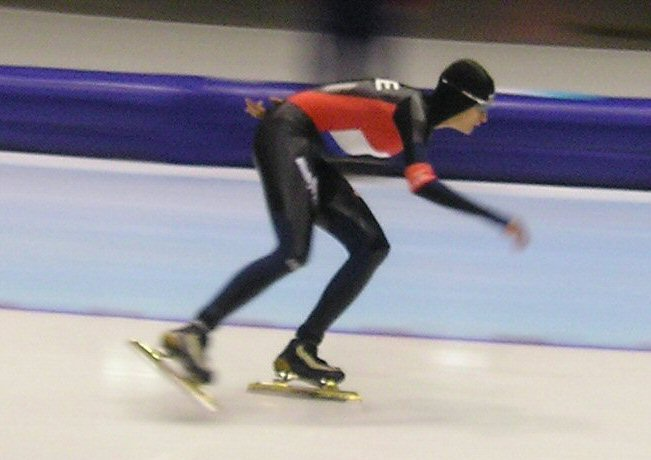
Martina Sáblíková in actie (2006)

Sáblíková nam in november deel aan de wereldbeker in Calgary en Salt Lake City om goede tijden neer te zetten om mee te kunnen doen aan de Olympische Winterspelen. Dit heeft zoveel geld gekost dat zij in december voor een periode niet heeft kunnen schaatsen, want het trainingsbudget was op. In januari nam ze voor de derde keer deel aan het EK Allround, in Hamar, en behaalde hier de vierde plaats in het eindklassement met een derde plaats op de 3000 meter en een gouden medaille op de 5000 meter. Op de 5000 meter eindigde ze bovendien met een ruim verschil vóór Claudia Pechstein, de gedoodverfde winnares van die afstand.
Bij de Olympische Winterspelen in Turijn in februari was Sáblíková vlaggendraagster. Op de 3000 meter startte ze in de laatste rit tegen Clara Hughes en op dat moment leidde Ireen Wüst. Na een (eerste van de dag) valse start eindigde ze als 7e en ze eindigde net naast het brons op de 5000 meter. Ze werd vierde, achter Hughes, Pechstein en Cindy Klassen. In haar rit tegen Klassen lukte het Sáblíková om in de laatste ronde ruim drie seconden in te lopen (ronde 36,43 om 33,22), maar ze kwam uiteindelijk een kleine seconde tekort om haar te verslaan: 7.00,57 om 7.01,38. Het Brabants Dagblad schreef op 25 februari 2006 dat Novák overwoog om het land te verlaten, omdat er geen financiële ondersteuning zou zijn.
Op 12 maart eindigde ze als tweede op het WK voor junioren in Erfurt en een week later stond ze voor het eerst aan de start van het WK Allroundtoernooi voor senioren dankzij haar prestatie op het EK Allround. Ze was de tweede Tsjechische die aan dit toernooi deelnam. In 1998 was Jana Rejhonová haar eenmalig voorgegaan. Eerder hadden tussen 1947 en 1960 wel acht Tsjecho-Slowaakse vrouwen deelgenomen. Op de 5000 meter veroverde ze in 6.50,45 de zilveren medaille; in het eindklassement eindigde ze als negende. Haar tijd was een nieuw wereldrecord voor junioren en goed voor de eerste (afstands)medaille voor Tsjechië op een WK Allround.
Sáblíková steeg door haar goede prestaties binnen een jaar van de 94e naar de 15e plaats op de Adelskalender. De tien kilometer die ze reed in het voorjaar van 2006 was zelfs beter dan elke vorige door vrouwen gereden. De Canadese Clara Hughes had een recordtijd gereden van 14.19,73 en daar haalde Sáblíková ruim 11 seconden vanaf.

### 2006/2007
Op 12 november 2006 won Sáblíková tijdens de wereldbekerwedstrijden in Thialf haar eerste WB-medaille; op de 3000 meter pakte ze in 4.06,89 brons achter Groenewold en Ireen Wüst. Tijdens het Europees kampioenschap 2007 op de IJsbaan van Collalbo werd ze de jongste Europees kampioen door de 3000 en 5000 meter te winnen en goede tijden neer te zetten op de 500 en 1500 meter. Het oude wereldrecord op een buitenbaan op de vijf kilometer stond op naam van Gunda Niemann; Sáblíková dook voor het eerst onder de 7 minuten. Met drie honderdste punt verschil bleef ze in de eindstand ook Wüst voor, die voorafgaand aan de laatste afstand leidde in het klassement. Wüst verdedigde bij het ingaan van de laatste afstand een voorsprong van veertien seconden en moest minimaal 7.12,49 schaatsen, maar dat bleek onvoldoende (ze reed naar 7.12,73). Sáblíková maakte in Italië tevens een einde aan de Duitse hegemonie van zeven jaar; sinds 2000 won altijd een Duitse de Europese titel. Tonny de Jong was in 1999 de laatste niet-Duitse winnares. Bovendien was het sinds 1974 niet meer voorgekomen dat er geen enkele Duitse op het podium eindigde.
Op de finaledag van het kampioenschap werd in Praag de verkiezing tot sportvrouw van het jaar gehouden waarvoor Sáblíková genomineerd was (en later won). Even was er sprake van dat ze niet kon verschijnen bij de huldiging, maar rond half vier klonk dan toch het Tsjechische volkslied met Sáblíková op het podium.

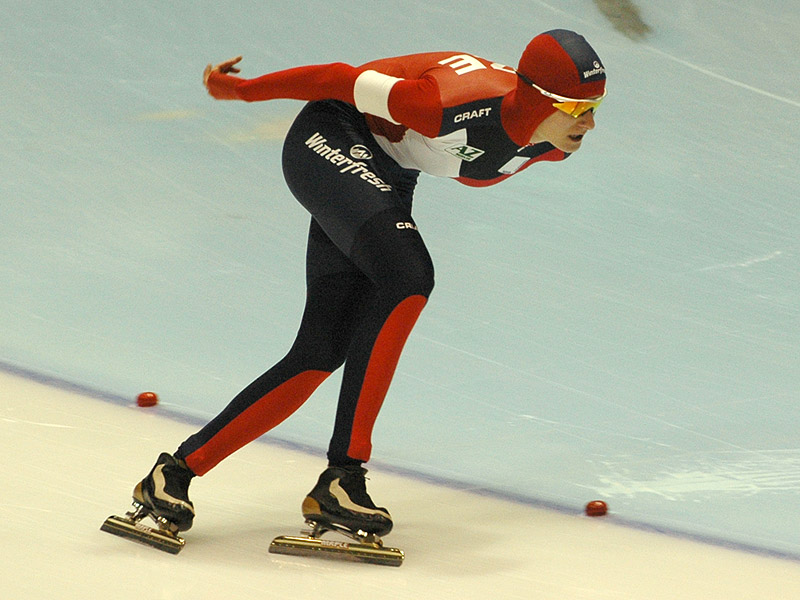
Sáblíková tijdens het WK Allround 2007

Op 3 februari werd ze met haar 19 jaar en 253 dagen de jongste winnares van een 3000 meter. De winnende tijd van 4.03,88 reed ze op de Oval Lingotto.
Tijdens het Wereldkampioenschap in Thialf (Heerenveen) gaf ze te kennen na haar 1500 meter te beslissen of ze de 3000 meter kon rijden omdat ze niet fit was. Na onderzoek door oud-schaatser en arts Eric Heiden besloot ze alsnog te starten: ze eindigde als vijfde. De tijd die ze een dag later reed op de 5000 meter was in de tussentijd na 3000 meter 1,3 seconden langzamer dan de eindtijd van de dag ervoor op de 3000 meter. Uiteindelijk reed ze een nieuw baanrecord (tevens persoonlijk record) in 6.49,31.
Tijdens de voorlaatste World Cup van 17 februari 2007 in Erfurt reed ze op de 1500 m haar beste seizoenstijd: 1.57,57, en werd daarmee vierde. Het was tevens voor even het nieuwe baanrecord dat daarvoor op naam stond van Anni Friesinger. Een dag later werd ze met haar 19 jaar en 268 dagen de jongste winnares van een 5000 meter; ze won met een tijd van 6.50,39. Op 3 maart 2007 scherpte ze haar 1500 meter-tijd in Calgary nog verder aan en reed ze een ruim persoonlijk record van 1.54,55.
Een week voor de WK Afstanden steeg Sáblíková naar plek zes in de Adelskalender door haar tijden op de 1500 en 3000 meter aan te scherpen. Op de laatste dag van de WK afstanden in Salt Lake City werd ze, drie dagen na de wereldtitel op de 3000 meter, ook wereldkampioen op de 5000 meter. Met haar eerste titel verbeterde ze tevens het wereldrecord van Pechstein met ruim een seconde tot 6.45,61. In de week na de WK Afstanden verbeterde Sáblíková op 15 maart tijdens de Olympic Oval Finals ook haar eigen wereldrecord op de 10.000 meter van 14.08,28 tot 13.48,33. Met dit nieuwe record is ze tevens de eerste vrouwelijke schaatser die de 10.000 meter binnen de 14 minuten aflegde.

### 2007/2008
Aan het einde van het schaatsseizoen 2006/2007 liet Sáblíková weten mee te willen doen aan de Olympische Zomerspelen 2008 in Peking. Ze wilde daarvoor het schaatsen tijdelijk verruilen voor het (baan)fietsen, maar alleen als het schaatsen er niet onder zou lijden én ze een goede kans had op een medaille. Ze was hier niet nieuw mee: haar grote schaatsvoorbeeld Hughes veroverde in 1996 in Atlanta twee bronzen medailles bij het wielrennen. Het kwam er uiteindelijk niet van. Wel reed ze op 19 juli een tijdrit over 24 kilometer in Sofia waar ze brons pakte.
Tijdens de eerste worldcupwedstrijden werd bekend dat Sáblíková tijdens een training in Calgary ten val was gekomen en aan haar linkerschouder een blessure had opgelopen. Ze besloot om toch aan de start te verschijnen en reed op de 3000 meter tegen Groenewold de winnende tijd die dicht tegen haar pr zat: 3.57,98. Een week later reed ze weer tegen Groenewold. Halverwege de race kwam ze op achterstand, maar in de laatste ronde kwam ze terug met een slotronde van 31,1, waarmee ze een pr reed. Op 1 december 2007 reed ze op de 5000 meter wederom een winnende tijd. Later die middag klopte Gretha Smit, die in de B-groep reed, die tijd met vier honderdste van een seconde. Sáblíková behield haar 100 punten, maar Smit dwong promotie af naar de A-groep en kreeg 35 punten voor de WB-ranglijst. Aan het einde van het jaar won ze op het natuurijs van de visvijver Pilák, in haar woonplaats Zdár nad Sázavou, het nationaal kampioenschap.
Aan de vooravond van het EK Allround in Kolomna sprak Bert Maalderink met de titelverdedigster over haar kansen. Ze gaf in die vooruitblik aan geen herhaling te verwachten van het jaar daarvoor. Op de eerste dag van het EK reed ze een persoonlijk record op de 500 meter waarmee ze elfde werd. In de eindstand haalde ze uiteindelijk als derde toch een podiumplek.
Bij de worldcup in Hamar reed ze op 26 januari een nieuw baanrecord op de 5000 meter. Daarmee nam ze een voorsprong van 160 punten op de nummer twee, de Duitse Pechstein. Een week later in Baselga verzekerde ze zichzelf van de wereldbekeroverwinning door de 3000 meter te winnen. De nummer twee in het klassement, Pechstein, kon het gat niet meer dichten. De wedstrijden werden dat weekend geteisterd door slecht weer Ze reed daar ook de 1500 meter en verraste met een zilveren medaille.
Op haar derde WK Allroundtoernooi veroverde ze de gouden afstandmedaille op de 5000 meter en de bronzen op de 3000 meter. Ze werd, evenals in 2007, vijfde in het eindklassement.

### 2008/2009

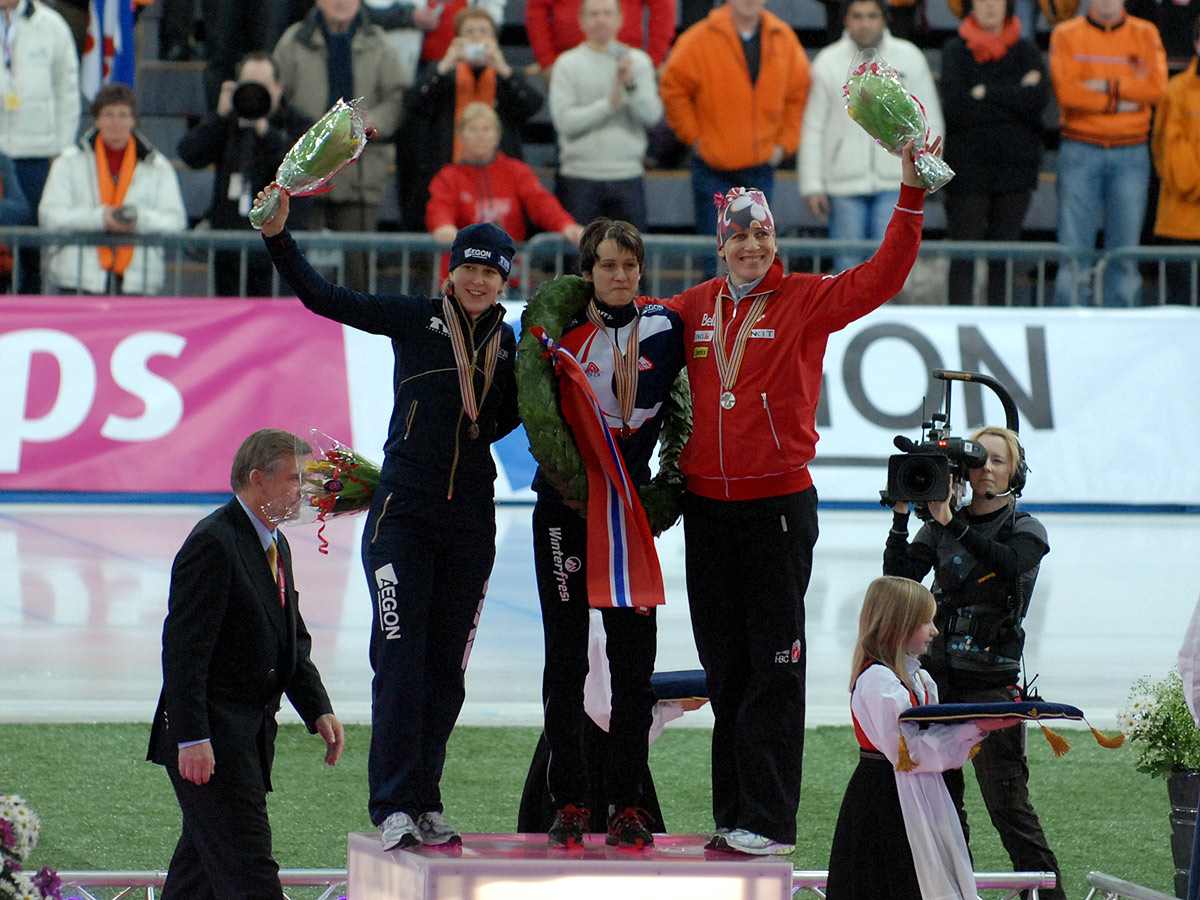
Podium eindklassement vrouwen 2009:
Wüst (3e), Sáblíková (1e) en Groves (2e)

Tijdens een trainingswedstrijd op de IJsbaan van Inzell reed Sáblíková op de 3 en 5 kilometer een nieuw baanrecord. Op de 5000 meter reed ze de oude tijd van Niemann van 30 december 2000, die stond op 7.11,64, uit de boeken. Sáblíková kwam voor het eerst onder de 7 minuten: 6.56,98. Op 2 januari 2009 schaatste ze op de outdoor-ijsbaan in Hlinka het Tsjechische kampioenschappen schaatsen allround, een 2-kamp, waar ze op de 3000 meter naar 4.43,90 reed.
Op het EK Allround 2009 in Thialf werd ze, hoewel ze voorafgaand aan het toernooi al ruim een maand niet fit was, wederom derde en dook als enige onder de 7 minuten op de 5000 meter. Hierdoor verwees zij Paulien van Deutekom naar plek vier. Tijdens het onderdeel Team Pursuit bij de worldcupwedstrijd in Erfurt reed Sáblíková samen met Andrea Jirků en Karolína Erbanová in een nationaal record van 3.05,32 naar het goud en haalde zo de wereldbeker binnen. Een week later reed ze tijdens het WK Allround in Hamar een persoonlijk record op de 500 meter. Bovendien pakte zij na de 3000 meter de leiding in het klassement. Op dag 2 bleef dit zo en werd zij de eerste Tsjechische wereldkampioene allround. Op 15 maart besloot zij het schaatsseizoen in Vancouver met haar derde achtereenvolgende gouden medaille en het podium was precies zoals vorig jaar. Voordat zij aan de start verscheen, knalde de Japanse Masako Hozumi met haar hoofd in de rug van de Tsjechische toen zij keek naar de klok.

### 2009/2010

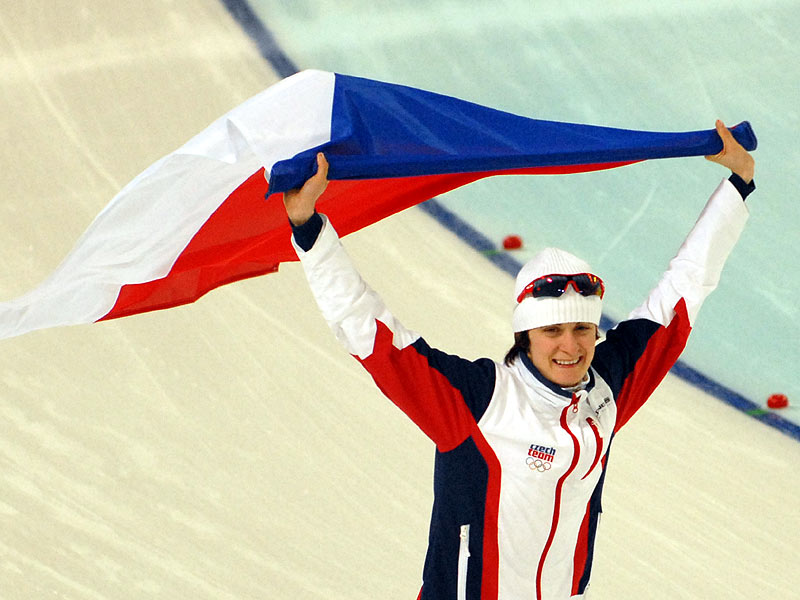
Sáblíková viert haar eerste olympische titel 2010

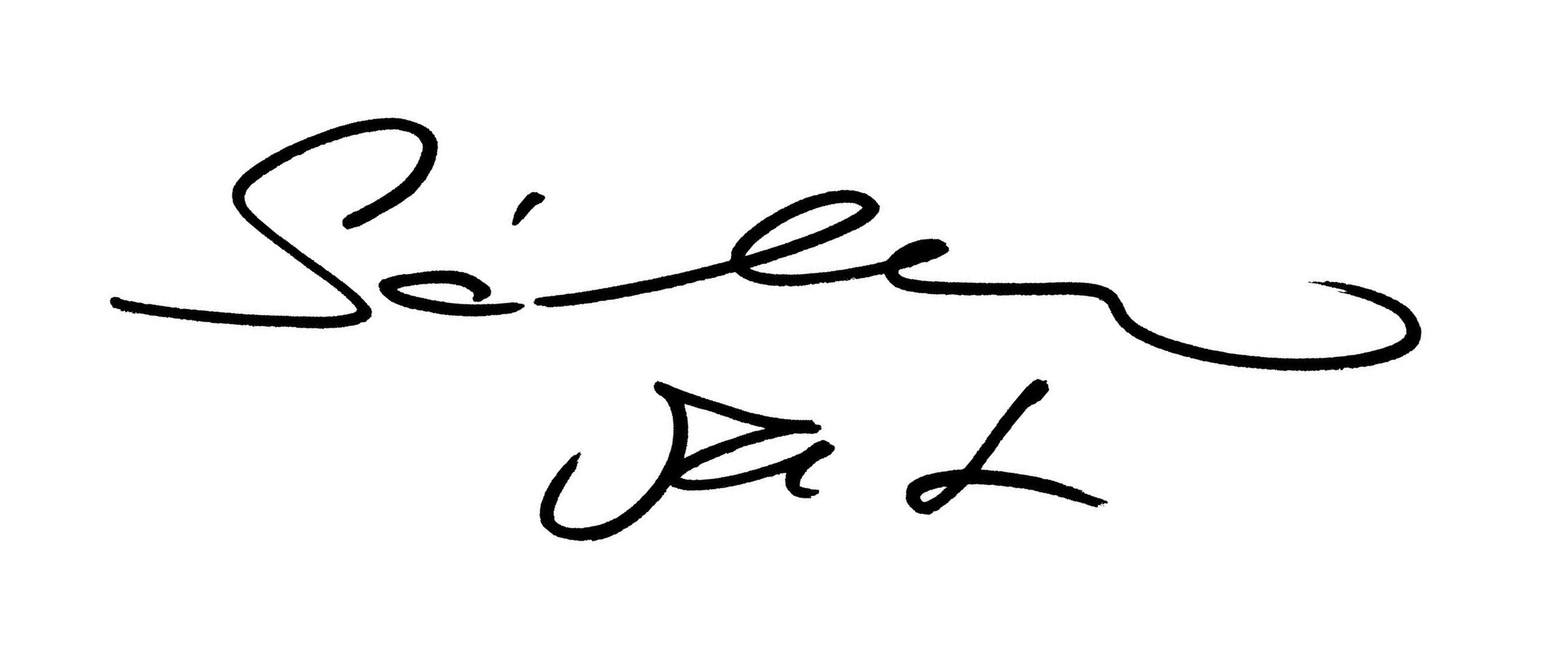
Handtekening Martina Sáblíková

Op 6 november 2009 won Sáblíková tijdens de eerste wereldbekerwedstrijd in Berlijn de 3000 meter in een nieuw baanrecord: 4.00,75. Het vorige baanrecord dateerde van bijna drie jaar geleden, op naam van Groenewold. Twee dagen later werd ze tweede op de 1500 meter in 1.56,99. In januari 2010 won ze voor de tweede keer het Europees kampioenschap schaatsen in Hamar, Noorwegen. Op 14 februari 2010 won ze in een nieuw baanrecord in Vancouver het olympisch goud op de 3000 meter: 4.02,53. Op de slotronde na reed ze allemaal rondjes in de 31 seconden. Voor haar thuisland was het de vierde gouden medaille. Op de 1500 meter voegde ze daar nog een bronzen medaille aan toe, voor de sprinters Margot Boer en Nao Kodaira. Op 24 februari 2010 won Sáblíková ook goud op de 5000 meter, in een tijd van 6.50,91. In haar eentje was ze verantwoordelijk voor het totaal van twee gouden medailles.
In het wereldbekerklassement pakte ze goud op de langste afstanden en pakte ze brons op de 1500 meter. Vervolgens prolongeerde zij haar WK Allround-titel. Op 30 maart 2010 ontving Sáblíková de Oscar Mathisen-trofee. Zij is daarmee de vijfde schaatsster die deze onderscheiding heeft ontvangen. Een dag later ontving ze het hoge Legerkruis van de Tweede Graad uit handen van de minister van Defensie Martin Barták.

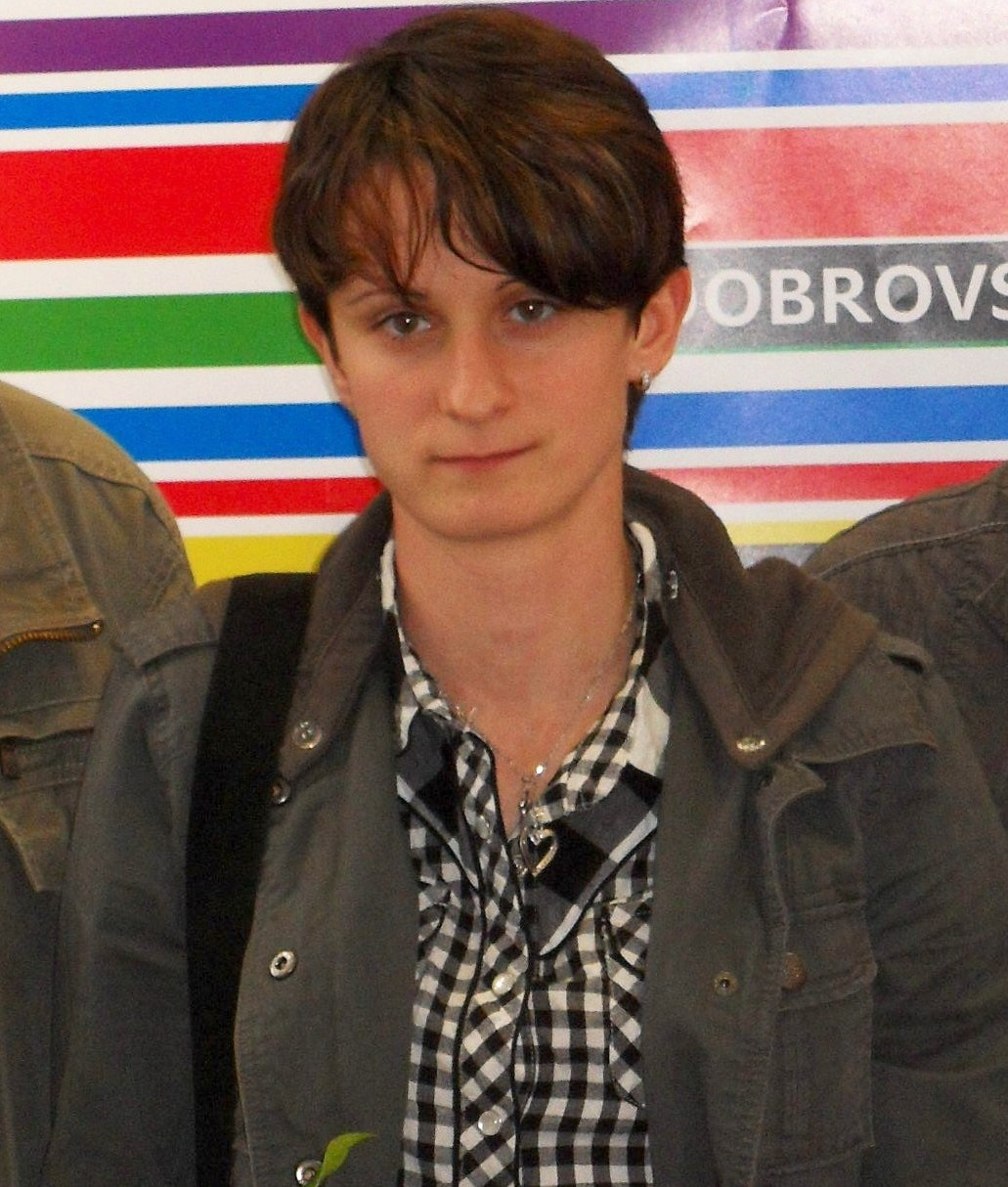
Sáblíková tijdens boekpresentatie, 12 mei 2010

In juni 2010 verscheen in haar thuisland het boek Zázrak na bruslích (Nederlands: wonder op de schaats) van Roman Streichsbier waarin haar grootste successen tot dan toe zijn vastgelegd. De lancering was in het bijzijn van turnlegende Věra Čáslavská.

### 2010/2011
Het na-olympische seizoen begon voor Sáblíková teleurstellend; tijdens de eerste WB-wedstrijd in Heerenveen wilde ze aanvankelijk gewoon starten op de 3000 meter, ondanks haar buikgriep. Na te hebben ingereden besloot ze op het laatst toch niet te starten.
Tijdens het EK Allround 2011 op de Arena Ritten in Collalbo nam ze op de 500 meter, haar minste afstand, een voorsprong van bijna twee tienden op haar naaste concurrent Wüst: 40,31 om 40,49. Die hield op haar beurt de schade beperkt op de 3000 meter door slechts twee seconden achter Sáblíková te eindigen. Bij die tweede afstand nam Sáblíková ook de leiding in het klassement over van haar landgenote Erbanová. Voorafgaand aan de 3 kilometer kampte ze wel met een lichte liesblessure, maar een dag later won ze de 5 kilometer en het kampioenschap. Wel klonk er twee rondjes voor het einde te vroeg de bel, als signaal voor het laatste rondje, maar Wüst en Sáblíková vernamen van meerdere personen langs de kant van de baan dat ze nog een rondje door moesten rijden.
Op het WK Allround in Calgary werd ze voor de tweede keer derde in het eindklassement. Tijdens de laatste afstand viel ze vier rondjes voor het einde, maar zette toch een tijd van 7.00,04 neer, waarmee ze een podiumplek veiligstelde. Twee dagen daarvoor viel ze ook al tijdens een training. Het weekend daarop verbeterde ze in Salt Lake City haar eigen wereldrecord op de 5000 meter: 6.42,66, het eerste wereldrecord in het na-olympische seizoen.
Tijdens de WK afstanden 2011 in de nieuwe overdekte hal in Inzell werd Sáblíková voor de 4e keer in haar carrière kampioene op de 5 km, nadat ze eerder in het toernooi als tweede eindigde op de 3 km, na Wüst.

### 2011/2012
Sáblíková begon het seizoen met een overwinning op de 3000 meter in Tsjeljabinsk tijdens de wereldbekerwedstrijden. Een week later herhaalde ze dit in Astana. In december in Thialf won ze voor de zevende keer een 5000 meter.
Op het EK Allround 2012, dat van 6 tot en met 8 januari gereden werd op de Városligeti Müjégpálya in Boedapest, eindigde ze als 14e op de 500 meter (41,79) waardoor ze een flinke achterstand opliep op tegenstander Wüst. Driekwart van die achterstand maakte ze goed op de 3000 meter en een dag later reed ze met een tijd van 2.03,64 als enige van het deelnemersveld een vlakke 1500 meter. Haar tijd was slechts 0,26 seconden langzamer dan het baanrecord van Anni Friesinger uit 2001. Wüst moest op de slotafstand, de 5000 meter, 4,11 seconden goedmaken, maar liet daar het verschil oplopen tot 21 seconden zodat Sáblíková haar vierde EK-titel pakte.
De derde 3000 meter dit seizoen in wereldbekerverband in Hamar won ze en tevens de wereldbekerfinale in Berlijn.
Bij het WK Afstanden in Thialf pakte ze de winst op de 3000 en 5000 meter. Op die laatste afstand reed ze de tweede tijd op deze ijsbaan ooit: 6.50,46.

### 2012/2013

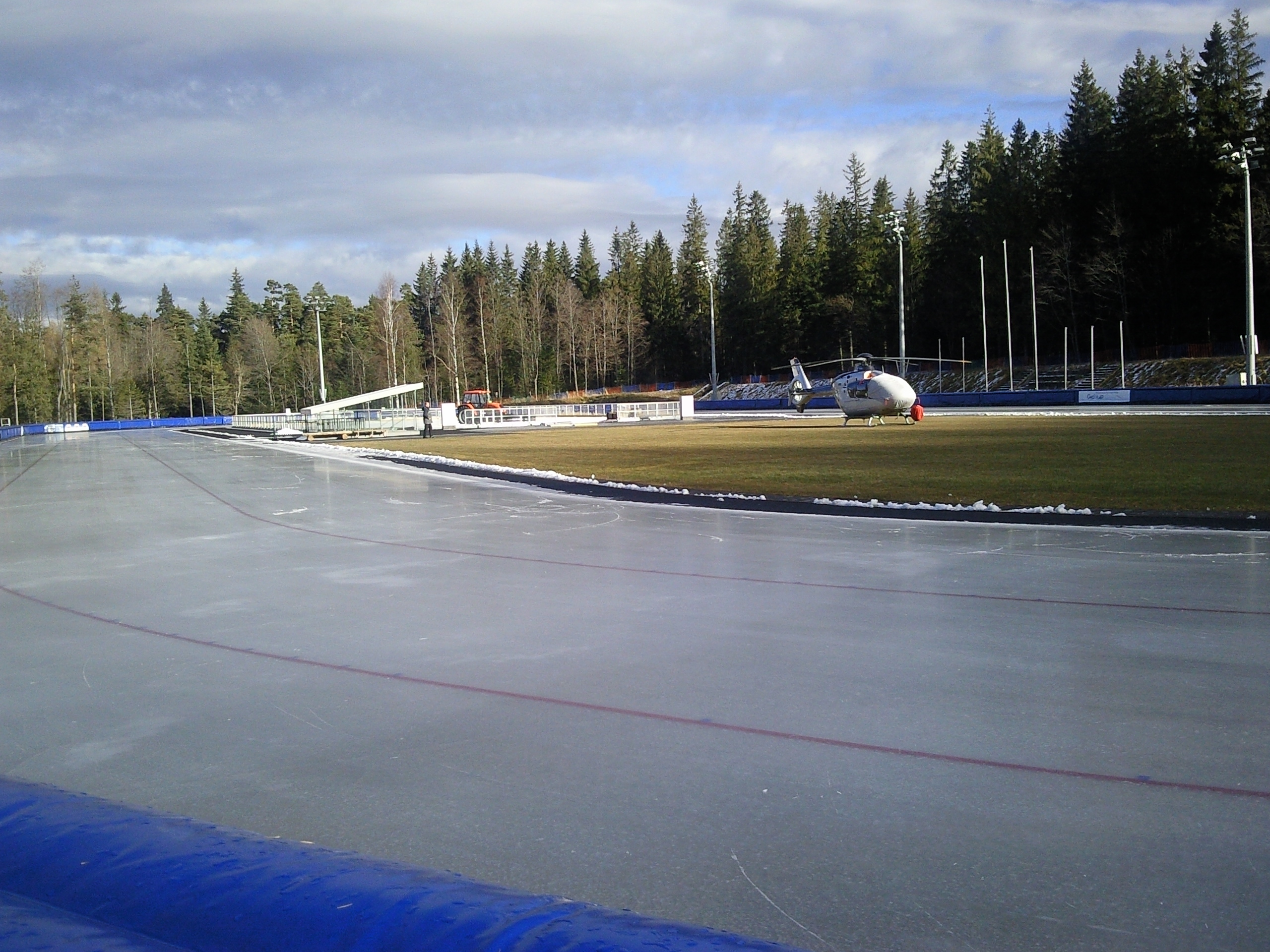
Stadion Tor Cos in Zakopane

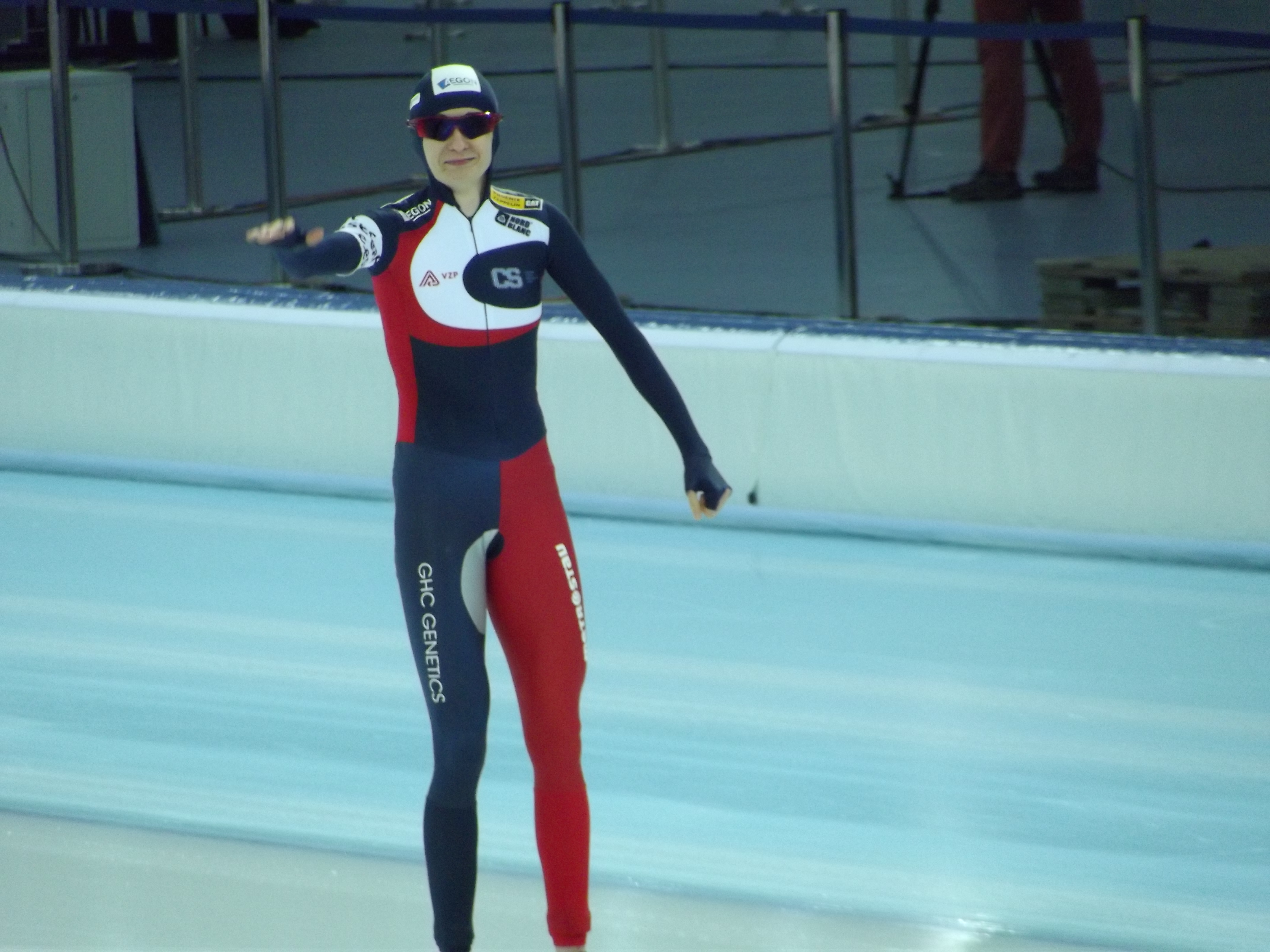
WK Afstanden, maart 2013

In december 2012 won Sáblíková op het WK voor studenten op de onoverdekte kunstijsbaan Tor Cos in Zakopane de 1500, 3000 en 5000 meter. Bij de laatste twee afstanden deed ze dat in een nieuw baanrecord.
Op de wereldkampioenschappen schaatsen afstanden 2013 in Sotsji raakte ze op de 3000 meter haar titel kwijt aan Wüst. Wel won ze voor de zesde keer op rij de titel op de 5000 meter; in een nieuw baanrecord van 6.54,31. Na zes keer op het EK-podium te hebben gestaan eindigde ze ditmaal als vierde in Thialf. Ze begon aan het EK licht geblesseerd; de wervels zaten op slot en haar spieren waren verkrampt, wat tijdens het trainingskamp in Collalbo is gebeurd. Het WK allround sloeg ze over.
Daarnaast won Sáblíková voor de zevende keer op rij de wereldbeker over 3000/5000 meter; een record. Nog niet eerder wist een atlete over een wereldbekerklassement vaker dan zeven keer op rij te winnen. Sprinter Jenny Wolf won wel zes keer op rij het 500 meterklassement.

### 2013/2014

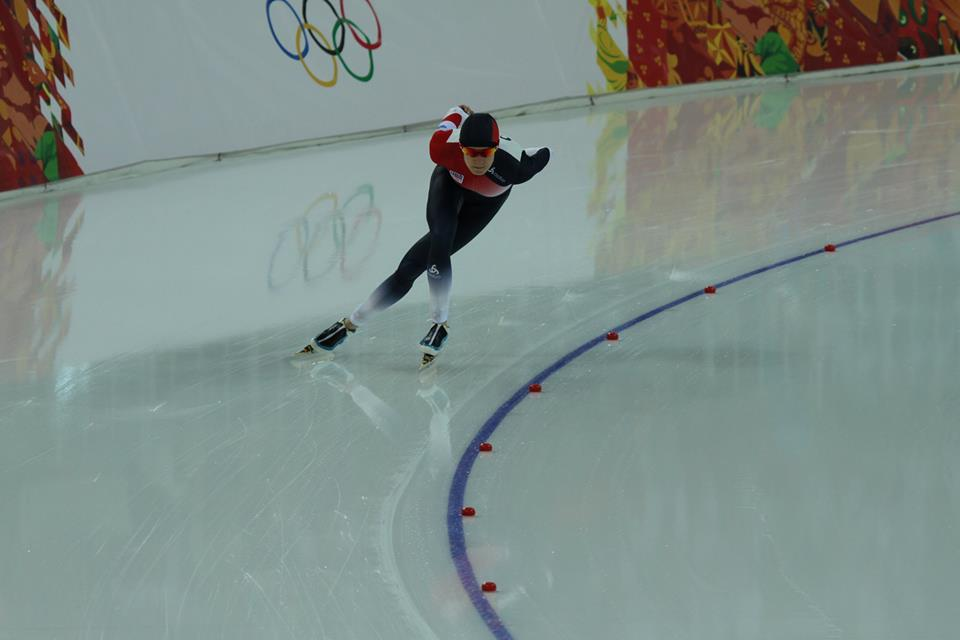
Sáblíková in Sotsji, 9 februari 2014

Voor aanvang van het seizoen werd tijdens een persconferentie op 24 oktober 2013 in Praag het boek en documentaire Sama proti času ("Alleen tegen de klok") gepresenteerd die op 20 november 2013 in Palác knih Luxor in première gaat. Tijdens de eerste wereldbekerwedstrijd in Calgary reed ze op 8 november 2013 naar de tweede tijd op de 3000 meter, achter winnares Pechstein. Een dag later verbeterde ze haar persoonlijk en nationale record op de 1500 meter naar 1.54,44 wat haar de derde tijd opleverde.
In december 2013 won Sáblíková de 3000 en 5000 meter tijdens de Winteruniversiade waarbij ze op 17 december tevens het baanrecord op de 5000 meter van Circolo Pattinatori Pinè aanscherpte tot 7.05,17. Op het EK allround eindigde Sáblíková als derde, waarmee ze met 26 jaar en 230 dagen niet de jongste vrouw werd met een vijfde EK-titel. Niemann, Ehrig en Friesinger waren allen 27 jaar ten tijde van hun vijfde titel.
Op 9 februari 2014 won Sáblíková het zilver op de 3000 meter tijdens de Olympische Winterspelen 2014 in Sotsji. Met haar tijd 4.01,95, sneller dan het oude baanrecord, eindigde ze net achter Wüst. Vooraf sprak Wennemars met Sáblíková over zijn bewondering voor haar bochtentechniek. Ergens tussen immense woonblokken demonstreert Wennemars met een aantal groene kartonnen koffiebekertjes de techniek van haar bochten. Naar de buitenkant van de bocht schaatsen in plaats van vlak langs de blokjes aan de binnenkant van de bocht zoals alle andere ...waardoor je langer druk op je linkerbeen houdt voor de afzet naar het rechte stuk. Tien dagen later won zij het goud op de 5000 meter. Met haar tijd 6.51,54 wist zij net niet aan haar prestatie van vier jaar eerder in Vancouver (6.50,91) te raken. De 1500 meter sloeg ze over. Na de Winterspelen kreeg Sáblíková een stuk grond van de gemeenteraad van Žďár nad Sázavou voor de bouw van een woning cadeau. Ze koos voor het stuk grond in de uitdijende woonwijk Klafar.

### 2014/2015

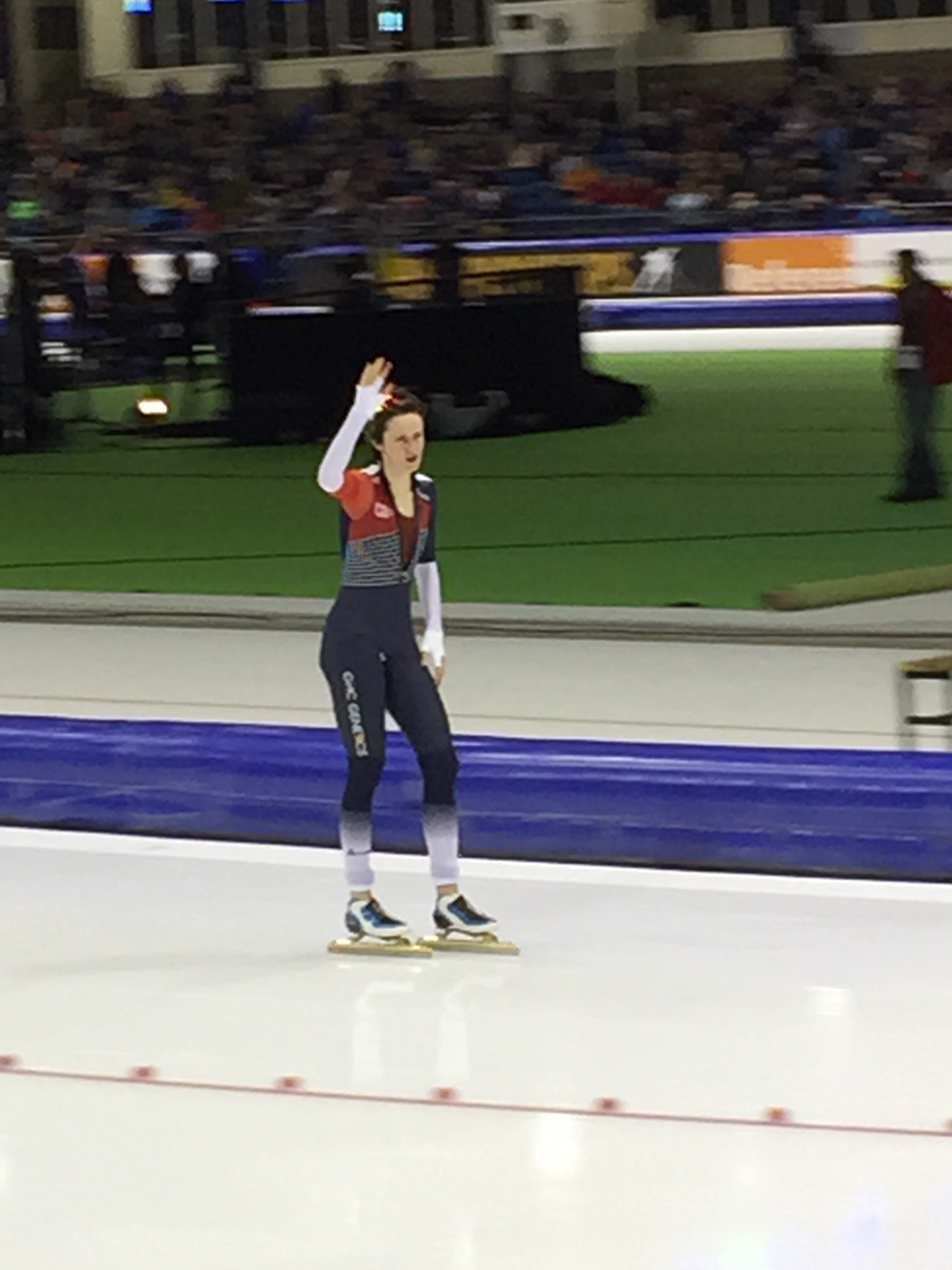
Sáblíková in Thialf na 5km, 13 februari 2015

Vlak voor de aanvang van het seizoen reed Sáblíková in Ponferrada het WK tijdrijden waar ze als twaalfde eindigde. Tijdens de eerste twee wereldbekerwedstrijden in Azië; in Obihiro en Seoul wist ze resp. de 3000 meter en 5000 meter niet te winnen. In Obihiro liet ze in de laatste ronde ineens paar slagen lopen om naar de buitenbaan te gaan, om diskwalificatie te voorkomen wilde ze niet voorlangs. Beide keren eindigde ze als tweede (achter Wüst en Pechstein). Op het onderdeel Massastart probeerde ze in de eerste omloop solo uit het peloton weg te sprinten, echter werd ze op het laatste stuk weer teruggehaald. Een week later probeerde ze samen met Pechstein weg te rijden. In de volgende laatste acht ronden vergrootten ze hun voorsprong tot ruim een halve ronde. In de laatste twee ronden kon Pechstein het tempo van Sáblíková niet bijhouden en werd ze voorbijgereden door Irene Schouten. Na twee wereldbekerwedstrijden klom ze naar de derde plek in het tussenklassement.
Op het EK Allround in Tsjeljabinsk pakte ze in januari haar eerste tweede plek, achter Wüst, waarna ze een maand later op het WK Afstanden in Thialf haar twee titels van 2012 op de 3000 en 5000 meter terugveroverde. Op dat toernooi maakte ze haar debuut op de 1500 meter waar ze met 5 duizendste van een seconde naast een bronzen medaille greep. Deze goede vorm zette Sáblíková voort op het WK Allround in Calgary waar ze haar derde titel greep. Bij de wereldbekerfinale in Erfurt twee weken later won ze de 3000 meter met 4.04,06 en werd ze voor de negende keer op rij winnares van het gecombineerde 3000/5000m-klassement. Op de massastart eindigde ze als derde door op 22 maart de laatste wedstrijd als winnares af te sluiten. Door een val greep Schouten naast die eindzege. Hiermee werd Sáblíková tevens tweede in het overall-klassement van de World Cup.

### 2015/2016
Vlak voor de aanvang van het seizoen reed Sáblíková in Richmond, Virginia het WK tijdrijden (30,00 km) waar ze met de Russische Tatiana Antoshina als elfde en twaalfde eindigden, 1,21 minuten achter winnaar Linda Villumsen, en zich daarmee wist te kwalificeren voor de olympische tijdrit in Rio de Janeiro op 5 augustus 2016. Het vele fietsen heeft bij Sáblíková gezorgd voor meer kracht en snelheid op de korte afstanden. De technische details zijn daar verbeterd: één hand vast op de rug op de 500 meter, twee op de 1500 meter en geen extra slag in de bocht meer. De eerste twee wereldbekerwedstrijden vinden plaats op de snelste ijsbanen ter wereld: Calgary en Salt Lake City. Deze resp. 3000 en 5000 meter weet ze te winnen. Met een tijd van 6.47,42 op de langste afstand was ze echter niet de snelste, want Carien Kleibeuker verbeterde het Nederlands record in 6.45,04. Op de 1500 meter verbeterde Sáblíková haar nationale record naar 1.53,44 wat goed was voor brons achter de Amerikanen Heather Richardson en Brittany Bowe. In Inzell wint ze vervolgens haar 25e wereldbekerwedstrijd over 3000 meter waarmee ze met 39 zeges vijfde aller tijden is.
Het nieuwe jaar begon op 10 januari met haar vijfde EK-titel op de Minsk Arena waarmee ze op Niemann na (met 8 titels) de beste allrounder van Europa werd. Wüst eindigde op de tweede plaats en haar ploeg- en landgenote Antoinette de Jong werd derde. Op 29 januari 2015 reed ze op de een-na-laatste wereldbeker in Stavanger naar de tweede tijd op de 1000 meter achter Anice Das waarmee ze op 31 januari in de tweede omloop debuteert in de A-groep. Een dag later rijdt ze haar snelste 1500 meter ooit op een laaglandbaan die ze met 1.55,44 weet te winnen en derhalve topfavoriete Bowe 0,04 seconden voorblijft. Ook de 3000 meter schrijft ze op haar naam; in een baanrecord glijdt ze naar 4.00,08 waarmee ze al verzekerd is van de 10e wereldbeker op rij. Op het WK Afstanden in Kolomna verdedigde zij haar titels op de 3000 en 5000 meter waarmee zij nu alleen Anni Friesinger met twaalf keer goud in de totale ranglijst voor laat. Bij het WK Allround in Berlijn pakt ze haar vierde allroundtitel en rijdt ze een baanrecord op de 3000 meter in 3.58,11 en op de 5000 meter met 6.52,57.

### 2016/2017
Op het EK en WK Allround weet ze haar titels niet te verdedigen; beide keren gaat Wüst haar voor en pakt ze derhalve zilver. Wel weet ze in Berlijn tijdens de 5e wereldbekerwedstrijd voor de elfde keer op rij de wereldbeker op het gecombineerde klassement over 3 en 5 kilometer te beslissen; een unicum. In 2001 won Niemann de tiende wereldbeker over hetzelfde klassement, maar wel met twee onderbrekingen, in 1991 en 1997. Volgens Novák heel bijzonder, omdat Sáblíková nooit een wereldbekerwedstrijd overslaat: "Om de wereldbeker te winnen, moet je een heel seizoen lang de beste zijn. Het is ongeëvenaard om dat elf jaar achterelkaar vol te houden".

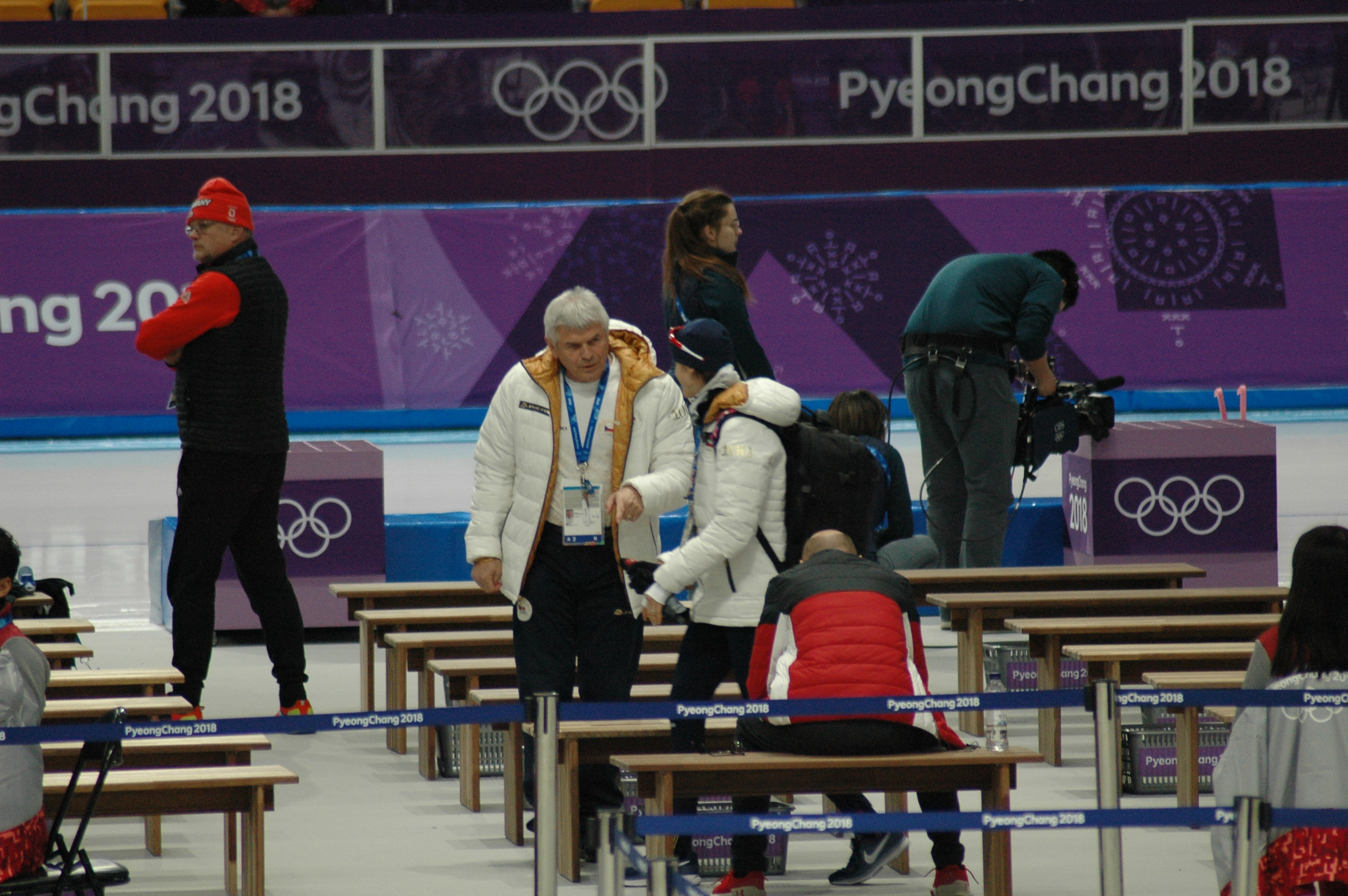
Sáblíková met coach Novák vlak voor haar Olympische 5km

In Gangneung wordt ze voor de negende keer (ook op rij) wereldkampioen op de 5000 meter in een baanrecord. Hiermee is ze tevens recordkampioen als het gaat om het aantal WK-titels (13).

### 2017/2018
Dit seizoen won Sáblíková geen enkele wedstrijd vanwege een opgelopen blessure vlak voor de start van de eerste wereldbekerwedstrijd in Heerenveen. Bij de wereldbekerwedstrijd in Stavanger op 19 november eindigde Sáblíková op de 5000 meter als derde in 6.59,95 achter de 45-jarige winnares Pechstein en Blondin. Het was haar eerste nederlaag in drie jaar; de laatste keer dat ze deze afstand verloor was in Seoul op 21 november 2014. Desondanks wist ze wel na de vijfde wereldbekerwedstrijd in Erfurt op de tweede plek te komen voor het klassement over 3k/5k. Het EK afstanden sloeg ze over om zich enigszins voor te kunnen bereiden op de Olympische Winterspelen in Pyeongchang.

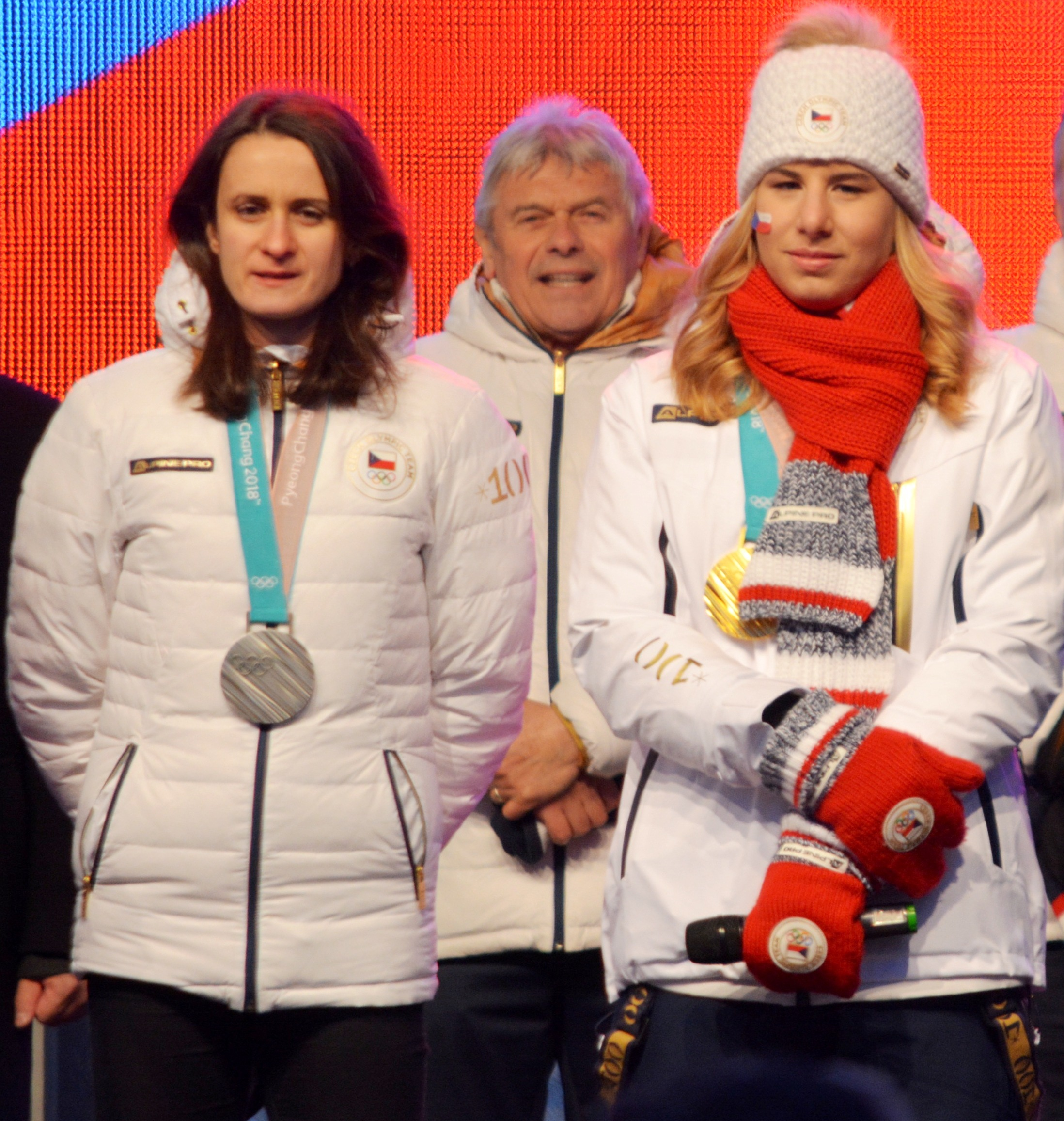
Sáblíková met 2-voudig olympisch kampioene Ester Ledecká in Praag

In 2018 nam ze deel aan de Olympische Winterspelen in Pyeongchang. Op 10 februari schaatste ze de 3000 meter waar ze met een halve seconde in 4.00,54 net naast het podium eindigde. Op 16 februari won ze de zilveren medaille op de 5000 meter met een achterstand van 1,62 seconden op de Nederlandse Esmee Visser. Hierna besloot ze niet meer op de afsluitende World Cup finale in Minsk te komen waarmee Sáblíková haar seizoen beëindigde.

### 2018/2019
Tijdens haar vijftiende EK allround in Collalbo eindigde ze na een uitmuntende 5 kilometer voor de elfde keer op het podium door als tweede, achter kampioene Antoinette de Jong, te eindigen.
Op 1 februari tijdens de vijfde wereldbekerwedstrijd won Sáblíková haar eerste wereldbekerwedstrijd sinds de wereldbekerfinale van 11 maart 2017. Op de 3000 meter in Hamar reed ze een snelle opening én een snelle slotronde in een vlakke race die eindigde in 4.02,17. Ondanks dat Visser de op een na snelste slotronde reed, verloor ze daarin ook tijd op Sáblíková.
Met deze 32e wereldbekerzege pakte Sáblíková ook de leidende positie in het klassement richting de wereldbekerfinale in Salt Lake City.
Op het WK afstanden in Inzell won Sáblíková voor de vijfde keer de 3000 meter door haar eigen baanrecord aan te scherpen tot 3.58,91. Twee dagen later pakte ze ook de winst op de 5000 meter; eveneens in een nieuw baanrecord van 6.44,85 waarmee ze haar eigen baanrecord aanscherpte met 5,5 seconde. Met deze tiende WK-titel op rij komt ze op het totaal van vijftien wereldtitels.
Op het WK allround in Calgary legde Sáblíková een basis voor haar vijfde wereldtitel door een wereldrecord op de 3000 (3.53,31) te rijden waarmee ze het 13 jaar oude wereldrecord van Cindy Klassen uit 2006 verbreekt. Ook de afsluitende 5000 meter (6.42,01) weet ze te winnen. Op die laatste afstand moest ze 14,99 seconden goedmaken op titelverdediger Miho Takagi wat haar uiteindelijk de titel én opnieuw een wereldrecord opleverde. Een week later verbeterde ze haar wereldrecord op de 3000 meter (3.52,02) tijdens de wereldbekerfinale in Salt Lake City.

### 2019/2020
Op de ijsbaan van Tomaszów-Mazowiecki werden op 28 en 29 september 2019 de Tsjechische kampioenschappen verreden. Zuzana Kuršová werd kampioene in de categorie junioren B en Veronika Antošová in de categorie junioren A. Sáblíková pakte de titel bij de senioren. Op dezelfde ijsbaan won Sáblíková tijdens de tweede wereldbekerwedstrijd op 22 november de 3000 meter in 4.06,13 wat een baanrecord betekende. Het was haar 50e wereldbekeroverwinning. Na haar race reed Carlijn Achtereekte lang onder haar schema, maar de eindtijd was toch een achterstand van 0,15 seconde. Tijdens de vijfde wereldbekerwedstrijden in Calgary wint Sáblíková de 3000 meter. In de laatste trainingsweken kende ze wat technische problemen. Bij de wereldbekerfinale in Thialf eindigde ze op de 3000 meter naast het podium, maar qua punten tekende ze voor de dertiende keer het wereldbekerklassement over 3000/5000 meter, voor de Canadese rijders Isabelle Weidemann (4 punten voorsprong) en Ivanie Blondin. Op het WK afstanden in Salt Lake City pakte ze haar zesde titel op de 3000 meter waarmee ze Niemann-Stirnemann passeerde als recordhoudster. Op de 5000 meter verbeterde ze in eerste instantie haar eigen wereldrecord van 6.42,01 tot 6.41,18 maar Russin Voronina dook onder de 6.40 tot 6.39,02.

### 2020/2021
Dit was een bijzonder schaatsseizoen waarin het coronavirus zorgde voor een schaatsbubbel en de zes wereldbekerwedstrijden terugbracht naar slechts twee wereldbekerwedstrijden in Heerenveen, het epicentrum van het internationale schaatsen. De eerste werd verreden op 22 januari 2021 waar Sáblíková naast het podium eindigt op de 3000 meter. Dit gebeurde een week later op 31 januari ook. Sáblíková wint de 5000 meter in 6.53,22 en eindigde bij het EK allround op 17 januari als derde waarmee ze voor de twaalfde keer op het EK-podium komt. Bij het WK afstanden pakt ze op 11 februari zilver op de 3000 meter in 3.58,57, slechts één tiende achter Antoinette de Jong.

### 2021/2022
De eerste wereldbekerwedstrijd na corona was in Tomaszów Mazowiecki. Sáblíková begon op 12 november voorzichtig met een zesde plek op de 3000 meter. Een week later op de 5000 meter eindigde ze net naast het podium boven de 7 minutengrens. In Calgary pakte ze een podiumplek door op 10 december derde te worden in 3.55,50.
Bij haar vijfde Olympische Winterspelen, in Beijing op de 3000 meter eindigde ze net naast het podium. Op de 5000 meter pakt Sáblíková haar zevende Olympische medaille in 6.50,09 achter Schouten en Canadees Isabelle Weidemann. Het was tevens de 100e Olympische medaille voor Tsjechië. het WK allround in Hamar eindigde Sáblíková op 6 maart als vijfde in het klassement na het winnen van de 5000 meter in 6.51,75. Het weekend daarop vond de World Cup Finale plaats waar ze op de 3000 meter eindigde op het podium in 3.57,16. Dat was slechts één honderdste achter de Noorse Ragne Wiklund: 3.57,15. Hiermee verloor ze de derde plek op het podium in de eindstand 3k/5k; op één punt (265) moest ze de Italiaanse Francesca Lollobrigida (266) voor laten.

### 2022/2023
Dit na-olympische seizoen begon met fysieke ongemakken. In juli viel Sáblíková tijdens trainingen. De World Cup in Canada moest ze missen door een blessure aan haar enkel. Een dag voor de drie kilometer schaatste ze achter haar ploeggenoten tot ze ineens in de bocht viel. Met haar ijzer raakte ze haar enkel, waardoor ze enkele weken uitgeschakeld was en het EK Allround miste. Tijdens de vijfde wereldbekerwedstrijd in Tomaszów Mazowiecki in februari eindigde ze als tweede, vlak achter Wiklund in 4.06,04. Een week later tijdens de finale in Tomaszów werd ze wederom tweede. Bij de WK afstanden op de 3000 meter in Thialf eindigde Sáblíková als derde achter Wiklund en Schouten. Ook op de 5000 meter werd ze derde; het was haar snelste tijd op Nederlandse bodem: 6.47,78. Aan het einde van het seizoen laat Sáblíková weten haar schaatscarrière te willen afsluiten bij de Olympische Winterspelen in Milaan in 2026, omdat haar succes begon in Turijn, 2006.
Op 9 juli 2023 won Sáblíková de 31e editie van L'Étape du Tour, hetzelfde parcours als de 14e etappe van de Tour de France tussen Annemasse en Morzine over vijf Alpencols; 157 kilometer. Ze ging solo over de finish en hield de Franse Océane Mahé en Camille Udny achter zich.

### 2023/2024
Sáblíková wint op 3 december voor het eerst sinds 11 december 2016 weer een 5000 meter in wereldbekerverband. Het was haar 75e start in wereldbekerverband en 20e overwinning op de 5000 meter. In 6.59,60 weet ze Marijke Groenewoud en de Noorse Wiklund voor te blijven. De vorige twee wedstrijden gingen over 3000 meter en daarop eindigde ze als vijfde en tweede. Na de zesde wereldbekerwedstrijd in Quebec eindigde ze als tweede in het klassement over 3 en 5 kilometer, achter Wiklund. Tijdens de WK afstanden in Calgary behaalde ze net als in 2023 ook nu brons op de 3000 meter (haar 25e WK-medaille) en brons op de 5000 meter. Het WK allround in Inzell moest ze vanwege een operatieve ingreep aan haar linkervoet vanwege een gezwollen en pijnlijke pees.

## Records

### Persoonlijke records[53]
| Afstand      | Tijd      | Datum            | Baan           |
| ------------ | --------- | ---------------- | -------------- |
| 500 meter    | 39,23     | 7 maart 2015     | Calgary        |
| 1000 meter   | 1.15,86   | 14 november 2015 | Calgary        |
| 1500 meter   | 0 1.53,44 | 21 november 2015 | Salt Lake City |
| 3000 meter   | 0 3.52,02 | 9 maart 2019     | Salt Lake City |
| 5000 meter   | 0 6.41,18 | 15 februari 2020 | Salt Lake City |
| 10.000 meter | 13.48,33  | 15 maart 2007    | Calgary        |

### Wereldrecords
| Nr.  | Afstand         | Tijd     | Datum            | Baan           |
| ---- | --------------- | -------- | ---------------- | -------------- |
| jr1. | 3000 meter      | 4.03,35  | 12 november 2005 | Calgary        |
| jr2. | 3000 meter      | 4.00,69  | 18 november 2005 | Salt Lake City |
| jr3. | 5000 meter      | 6.50,45  | 19 maart 2006    | Calgary        |
| jr4. | Kleine vierkamp | 161,252  | 19 maart 2006    | Calgary        |
| jr5. | 3000 meter      | 4.00,63  | 22 maart 2006    | Calgary        |
| 1.   | 10.000 meter*   | 14.08,28 | 23 maart 2006    | Calgary        |
| 2.   | 5000 meter      | 6.45,61  | 11 maart 2007    | Salt Lake City |
| 3.   | 10.000 meter*   | 13.48,33 | 15 maart 2007    | Calgary        |
| 4.   | 5000 meter      | 6.42,66  | 18 februari 2011 | Salt Lake City |
| 5.   | 3000 meter      | 3.53,31  | 2 maart 2019     | Calgary        |
| 6.   | 5000 meter      | 6.42,01  | 3 maart 2019     | Calgary        |
| 7.   | 3000 meter      | 3.52,02  | 9 maart 2019     | Salt Lake City |

|  | = huidig wereldrecord |

* = Geen officiële record-afstand voor vrouwen

### Baanrecords (individuele afstanden)
Alleen de huidige baanrecords zijn vermeld. De ijsbanen gemarkeerd met een * zijn niet meer in gebruik.
| (Bijgewerkt t/m 24 januari 2021) |                        |                          |                                  |                                           |
| Baan                             | Afstand                | Tijd                     | Datum                            | Wedstrijd                                 |
| Astana                           | 3000 m                 | 4.02,90                  | 02-12-2016                       | Wereldbeker 3 - 2016/2017                 |
| Baselga                          | 5000 m                 | 7.05,17                  | 17-12-2013                       | Winteruniversiade 2013                    |
| Berlijn                          | 3000 m 5000 m          | 3.58,11 6.52,57          | 05-03-2016 06-03-2016            | WK Allround 2016                          |
| Boedapest                        | 3000 m                 | 4.16,09                  | 06-01-2012                       | EK Allround 2012                          |
| Calgary                          | 3000 m 5000 m 10.000 m | 3.53,31 6.42,01 13.48,33 | 02-03-2019 03-03-2019 15-03-2007 | WK Allround 2019 Olympic Oval Finale 2007 |
| Collalbo                         | 3000 m 5000 m          | 4.03,52 6.58,45          | 13-01-2007 14-01-2007            | EK Allround 2007                          |
| Erfurt                           | 5000 m                 | 6.50,39                  | 18-02-2007                       | Wereldbeker 8 - 2006/2007                 |
| Hamar                            | 5000 m                 | 6.50,07                  | 21-11-2009                       | Wereldbeker 3 - 2009/2010                 |
| Harbin                           | 3000 m                 | 4.08,26                  | 11-11-2016                       | Wereldbeker 1 - 2016/2017                 |
| Innsbruck                        | 5000 m                 | 7.16,33                  | 20-01-2019                       | European Cup                              |
| Inzell                           | 3000 m 5000 m          | 3.58,91 6.44,85          | 07-02-2019 09-02-2019            | WK Afstanden 2019                         |
| Kolomna                          | 3000 m 5000 m          | 4.01,67 6.51,09          | 12-01-2008 12-02-2016            | EK Allround 2008 WK Afstanden 2016        |
| Minsk                            | 3000 m 5000 m          | 4.03,79 6.58,44          | 09-01-2016 10-01-2016            | EK Allround 2016                          |
| Moskou                           | 3000 m                 | 4.01,80                  | 18-02-2012                       | WK Allround 2012                          |
| Nagano                           | 5000 m                 | 6.58,22                  | 09-03-2008                       | WK Afstanden 2008                         |
| Richmond*                        | 3000 m 5000 m          | 4.02,53 6.50,91          | 14-02-2010 24-02-2010            | Olympische Spelen 2010                    |
| Salt Lake City                   | 3000 m                 | 3.52,02                  | 09-03-2019                       | Wereldbekerfinale 2018/2019               |
| Sotsji*                          | 5000 m                 | 6.51,54                  | 19-02-2014                       | Olympische Spelen 2014                    |
| Stavanger                        | 3000 m                 | 4.00,08                  | 31-01-2016                       | Wereldbeker 5 - 2015/2016                 |
| Tsjeljabinsk                     | 3000 m 5000 m          | 4.05,23 7.00,70          | 10-01-2015 11-01-2015            | EK Allround 2015                          |
| Zakopane                         | 3000 m 5000 m          | 4.09,22 7.09,98          | 18-12-2012 20-12-2012            | WUC Speed Skating 2012                    |

## Resultaten
| Jaar | TK Allround             | EK Allround           | WK Allround                                 | WK Afstanden                                  | Olympische Spelen                         | Wereldbeker        | WK Junioren            |
| ---- | ----------------------- | --------------------- | ------------------------------------------- | --------------------------------------------- | ----------------------------------------- | ------------------ | ---------------------- |
| 2002 |                         |                       |                                             |                                               |                                           |                    | NC36 12e achtervolging |
| 2003 | NS2 (22e, NS, -, -)     |                       |                                             |                                               |                                           | NC34               |                        |
| 2004 | 20e (21e, 15e, 20e, NQ) |                       |                                             | 22e 3k/5k                                     | 23e                                       |                    |                        |
| 2005 |                         |                       | 16e 3000m 7e 5000m                          | 45e 1500m 18e 3k/5k                           | 10e                                       |                    |                        |
| 2006 | 4e · (16e, , 11e, )     | 9e · (21e, 6e, 16e, ) |                                             | 7e 3000m 4e 5000m                             | 22e 1500m 8e 3k/5k                        | Zilver             |                        |
| 2007 | · (9e, , 6e, )          | 5e · (18e, 11, 5e, )  | 3000m · 5000m                               |                                               | 7e 1500m · 3k/5k                          |                    |                        |
| 2008 | *                       | · (11e, , 6e, )       | 5e · (15e, , 8e, )                          | 4e 3000m · 5000m                              | 8e 1500m · 3k/5k                          |                    |                        |
| 2009 | · (, )**                | · (12e, 4e, 6e, )     | · (10e, , 8e, )                             | 3000m · 5000m · 7e achtervolging              | 16e 1500m · 3k/5k · achtervolging         |                    |                        |
| 2010 |                         | · (7e, , )            | · (11e, , )                                 |                                               | 1500m · 3000m · 5000m                     | 1500m · 3k/5k      |                        |
| 2011 | · (5e, , )              | · (14e, , 8e, 7e)     | 3000m · 5000m                               |                                               | 39e 1000m · 5e 1500m · 3k/5k              |                    |                        |
| 2012 | · (14e, , )             | · (14e, , 4e, )       | 3000m · 5000m                               | 4e 1500m · 3k/5k · Grand World Cup            |                                           |                    |                        |
| 2013 | 4e · (16e, , 5e, )      |                       | 3000m · 5000m                               | 10e 1500m · 3k/5k · 6e Grand World Cup        |                                           |                    |                        |
| 2014 | · (19e, , 5e, )         |                       |                                             | 3000m · 5000m                                 | 16e 1500m · 3k/5k                         |                    |                        |
| 2015 | · (6e, , )              | · (10e, , 5e, )       | 4e 1500m · 3000m · 5000m · 16e massastart   |                                               | 45e 1000m · 5e 1500m · 3k/5k · massastart |                    |                        |
| 2016 | · (4e, , )              | · (7e, , )            | 5e 1500m · 3000m · 5000m · 7e achtervolging | 24e 1000m · 4e 1500m · 3k/5k · 13e massastart |                                           |                    |                        |
| 2017 | · (5e, , )              | · (13e, , )           | 6e 1500m · 3000m · 5000m                    | 0p 500m · 33e 1000m · 5e 1500m · 3k/5k        |                                           |                    |                        |
| 2018 |                         | 6e · (19e, , 7e, )    |                                             | 4e 3000m · 5000m                              | 0p 1000m 22e 1500m 4e 3k/5k               |                    |                        |
| 2019 | · (11e, , )             | · (13e, , 4e, )       | 3000m · 5000m                               |                                               | 14e 1500m · 3k/5k                         |                    |                        |
| 2020 |                         | 4e · (18e, , 7e, )    | 3000m · 5000m                               | 20e 1500m · 3k/5k                             |                                           |                    |                        |
| 2021 | · (11e, 4e, 4e, )       |                       | 3000m · 5e 5000m                            | 9e 1500m 5e 3k/5k                             |                                           |                    |                        |
| 2022 |                         |                       | 5e · (12e, 4e, 8e, )                        |                                               | 4e 3000m · 5000m                          | 38e 1500m 4e 3k/5k |                        |
| 2023 |                         |                       |                                             | 3000m · 5000m                                 |                                           | 33e 1500m 5e 3k/5k |                        |
| 2024 |                         |                       |                                             | 3000m · 5000m                                 | 32e 1500m · 3k/5k                         |                    |                        |
| 2024 |                         |                       |                                             | 3000m · 5e 5000m                              | 17e 1500m 5e 3k/5k                        |                    |                        |

NS# = niet gestart op #afstand
NC# = niet gekwalificeerd voor de laatste afstand, geklasseerd als #
* = kleine driekamp (500, 1500 en 3000 meter)
** = kleine tweekamp (500 en 3000 meter)

### Medaillespiegel

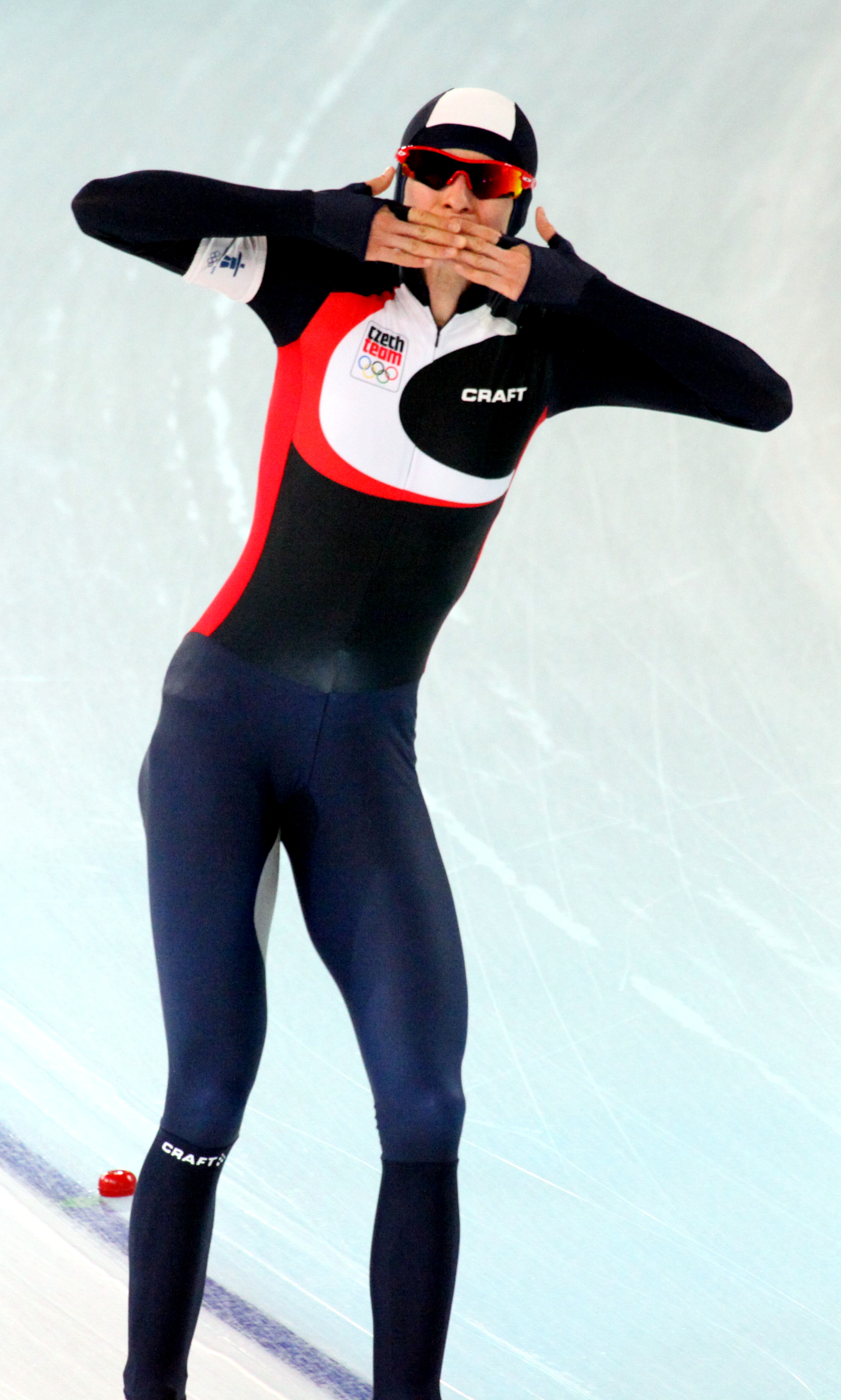
Sáblíková wint de gouden medaille op de 5 km in Vancouver

| Kampioenschap          | Goud · | Zilver · | Brons · |
| ---------------------- | ------ | -------- | ------- |
| TK Allround klassement | 2      | 0        | 0       |
| TK Allround afstanden  | 1      | 2        | 0       |
| EK Allround klassement | 5      | 3        | 4       |
| EK Allround afstanden  | 18     | 2        | 3       |
| WK Allround klassement | 5      | 2        | 1       |
| WK Allround afstanden  | 13     | 3        | 3       |
| WK Afstanden           | 16     | 7        | 4       |
| Olympische Spelen      | 3      | 2        | 2       |
| Wereldbeker            | 8      | 1        | 1       |
| WK Junioren            | 0      | 1        | 0       |

## Skeeleren en wielrennen

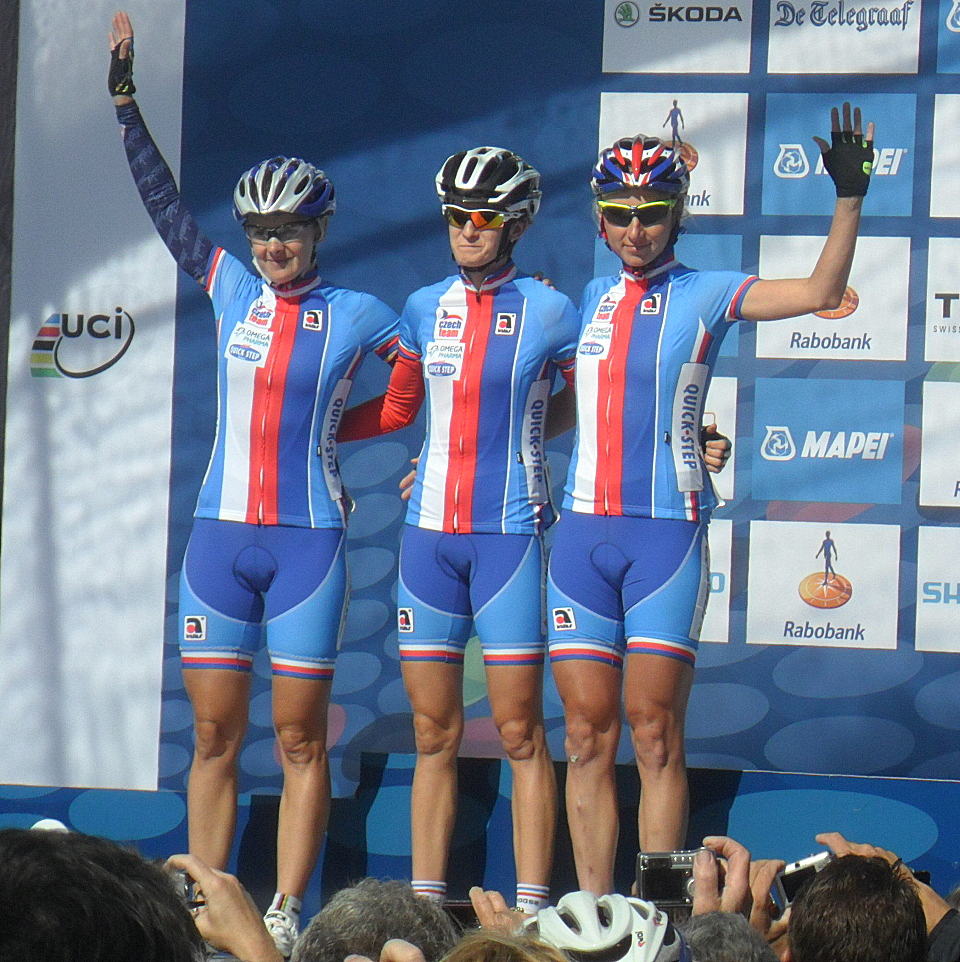
Martina Růžičková, Sáblíková en Pavlína Šulcová tijdens WK Wielrennen 2012

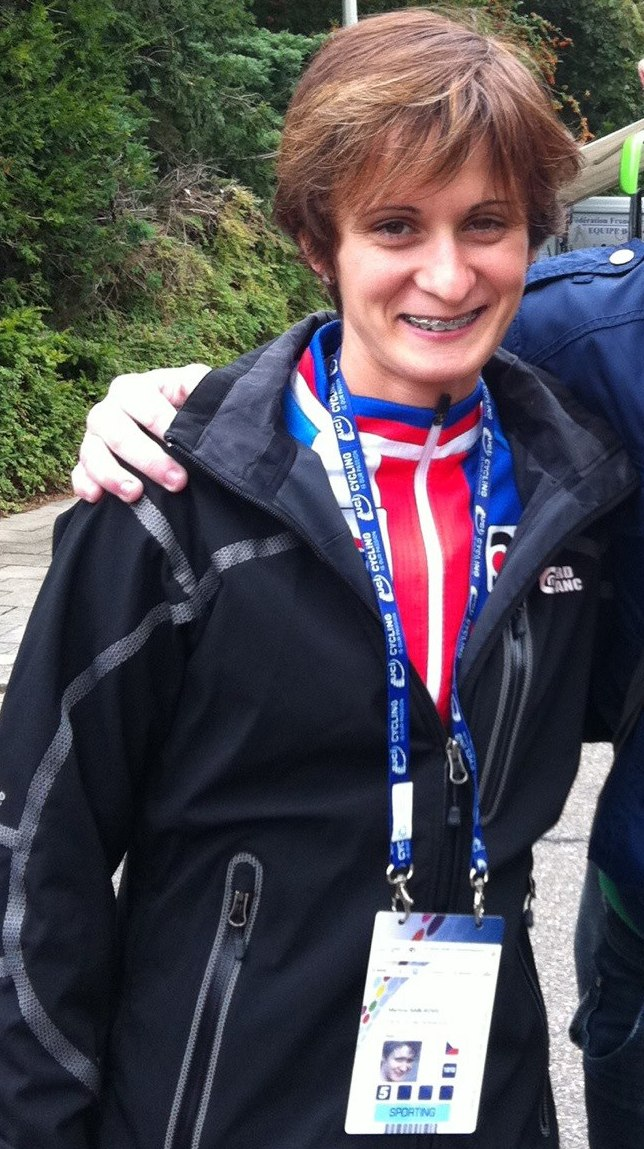
Sáblíková tijdens WK Wielrennen Valkenburg 2012

In 2004 eindigde Sáblíková op de wereldkampioenschappen Junior Inline Speed Skating in Sulmona als 16e op de 20 kilometer. Twee jaar later, in 2006, won ze de marathon (42,2 km) op de Tsjechische kampioenschappen in Plzeň. In juni 2007 won ze bij de nationale kampioenschappen in Ostrava de halve marathon (21,6 km) en in september tijdens de nationale kampioenschappen in Brno opnieuw de marathon.
Naast het schaatsen en skeeleren is Sáblíková ook een meer dan behoorlijk wielrenster. In de Bulgaarse stad Sofia behaalde Sáblíková op 19 juli 2008 tijdens het EK tijdrijden een bronzen plak in de categorie U23, onder de 23 jaar, op 45 seconden van de Deense winnares Linda Villumsen. Op 22 juni 2010 werd ze Tsjechisch kampioene tijdrijden. In september 2011 werd Sáblíková 28e op de tijdrit van het wereldkampioenschap wielrennen 2011 in Kopenhagen, op 2:57 minuten van de Duitse winnares Judith Arndt. In Kopenhagen deed ze ook mee aan de wegwedstrijd. Sáblíková maakte vanaf 27 juli 2012 ter voorbereiding op het schaatsseizoen deel uit van de Nederlandse wielerploeg Dolmans-Boels Cycling Team. Op de wereldkampioenschappen wielrennen 2012 in Limburg eindigde ze op de tijdrit (met start in Eijsden en finish in Valkenburg) als negende op 1:59 minuten achter de kampioene Judith Arndt.
Op 20 juni 2013 werd Sáblíková over een gezamenlijk toernooi voor Tsjechië en Slowakije nationaal kampioene tijdrijden en twee dagen later over 88,8 kilometer in het Slowaakse Dubnica kampioene op de weg. Op 25 juni 2015 won ze over 34 kilometer met start en finish in Žilina haar vijfde nationale titel op de tijdrit. Op 22 september 2015 werd ze tijdens het WK Tijdrijden in Richmond, Virginia twaalfde waarmee ze zich naar Tsjechische maatstaven wist te kwalificeren voor de olympische tijdrit in Rio de Janeiro. Hiermee zou ze in de voetsporen treden van langlaufster Kateřina Neumannová toen zij in 1996 op het onderdeel mountainbiken uitkwam. Maar door een andere interpretatie van de procedures werd ze door de UCI niet gekwalificeerd voor Rio de Janeiro. Hiertegen ging ze in beroep bij het Hof van Arbitrage voor Sport, het CAS die op 8 augustus, twee dagen vóór de tijdrit, uitspraak deed: Sablikova, die al in Rio verbleef, mocht niet deelnemen aan de tijdrit. Op 23 juni 2016 won Sáblíková haar zesde nationale titel in het tijdrijden en twee dagen later haar vierde titel op de weg.

### Belangrijkste prestaties
2008
- 3e EK tijdrijden, categorie -23

2009
- 5e Tsjechisch kampioenschap tijdrijden

2010
- Tsjechisch kampioene tijdrijden

2011
- Tsjechisch kampioene tijdrijden
- 28e WK Individuele tijdrit op de weg

2012
- 2e Tsjechisch kampioenschap tijdrijden
- 9e WK tijdrijden in Valkenburg

2013
- Tsjechisch kampioene tijdrijden
- Tsjechisch kampioene op de weg

2014
- Tsjechisch kampioene tijdrijden
- Tsjechisch kampioene op de weg
- Bergklassement en 3e etappe (tijdrit) Tour de Feminin - O cenu Českého Švýcarska
- 12e WK tijdrijden in Ponferrada

2015
- Tsjechisch kampioene tijdrijden
- Tsjechisch kampioene op de weg
- 12e WK tijdrijden in Richmond

2016
- Tsjechisch kampioene tijdrijden
- Tsjechisch kampioene op de weg
- O cenu hejtmana Moravskoslezskeho kraje (tijdrit)

## Onderscheidingen
In 2007, 2010 en 2021 ontving Sáblíková de Jiri Stanislav Guth-Jarkovsky Award van het Tsjechisch Olympisch Comité, een onderscheiding voor een Tsjechische atleet die dat jaar het beste heeft gepresteerd waarbij er wordt gestemd door collega-atleten. In oktober 2017 ontving ze de Medal of Merit van de Tsjechische president Miloš Zeman.
- International Standard Name Identifier: 0000 0000 5641 0034
- Nationale Bibliotheek van Tsjechië: js20060217019
- Virtual International Authority File: 84246396

1960: Lidia Skoblikova ·
1964: Lidia Skoblikova ·
1968: Ans Schut ·
1972: Stien Baas-Kaiser ·
1976: Tatjana Averina ·
1980: Bjørg Eva Jensen ·
1984: Andrea Schöne ·
1988: Yvonne van Gennip ·
1992: Gunda Niemann ·
1994: Svetlana Bazjanova ·
1998: Gunda Niemann-Stirnemann ·
2002: Claudia Pechstein  ·
2006: Ireen Wüst ·
2010: Martina Sáblíková ·
2014: Ireen Wüst ·
2018: Carlijn Achtereekte ·
2022: Irene Schouten
1988: Yvonne van Gennip ·
1992: Gunda Niemann ·
1994: Claudia Pechstein ·
1998: Claudia Pechstein ·
2002: Claudia Pechstein ·
2006: Clara Hughes ·
2010: Martina Sáblíková ·
2014: Martina Sáblíková ·
2018: Esmee Visser ·
2022: Irene Schouten
(On)officiële Europese kampioenschappen

1970: Nina Statkevitsj · 
1971: Nina Statkevitsj · 
1972: Atje Keulen-Deelstra · 
1973: Atje Keulen-Deelstra · 
1974: Atje Keulen-Deelstra · 
1981: Natalja Petroeseva · 
1982: Natalja Petroeseva · 
1983: Andrea Mitscherlich · 
1984: Gabi Schönbrunn · 
1985: Andrea Mitscherlich · 
1986: Andrea Mitscherlich · 
1987: Andrea Mitscherlich · 
1988: Andrea Mitscherlich · 
1989: Gunda Niemann · 
1990: Gunda Niemann · 
1991: Gunda Niemann · 
1992: Gunda Niemann · 
1993: Emese Hunyady · 
1994: Gunda Niemann · 
1995: Gunda Niemann · 
1996: Gunda Niemann · 
1997: Tonny de Jong · 
1998: Claudia Pechstein · 
1999: Tonny de Jong · 
2000: Anni Friesinger · 
2001: Gunda Niemann · 
2002: Anni Friesinger · 
2003: Anni Friesinger · 
2004: Anni Friesinger · 
2005: Anni Friesinger · 
2006: Claudia Pechstein · 
2007: Martina Sáblíková · 
2008: Ireen Wüst · 
2009: Claudia Pechstein · 
2010: Martina Sáblíková · 
2011: Martina Sáblíková · 
2012: Martina Sáblíková · 
2013: Ireen Wüst · 
2014: Ireen Wüst · 
2015: Ireen Wüst · 
2016: Martina Sáblíková · 
2017: Ireen Wüst ·
2019: Antoinette de Jong ·
2021: Antoinette de Jong ·
2023: Antoinette de Jong ·
2025: Antoinette de Jong